# Лесновський вулканічний конус

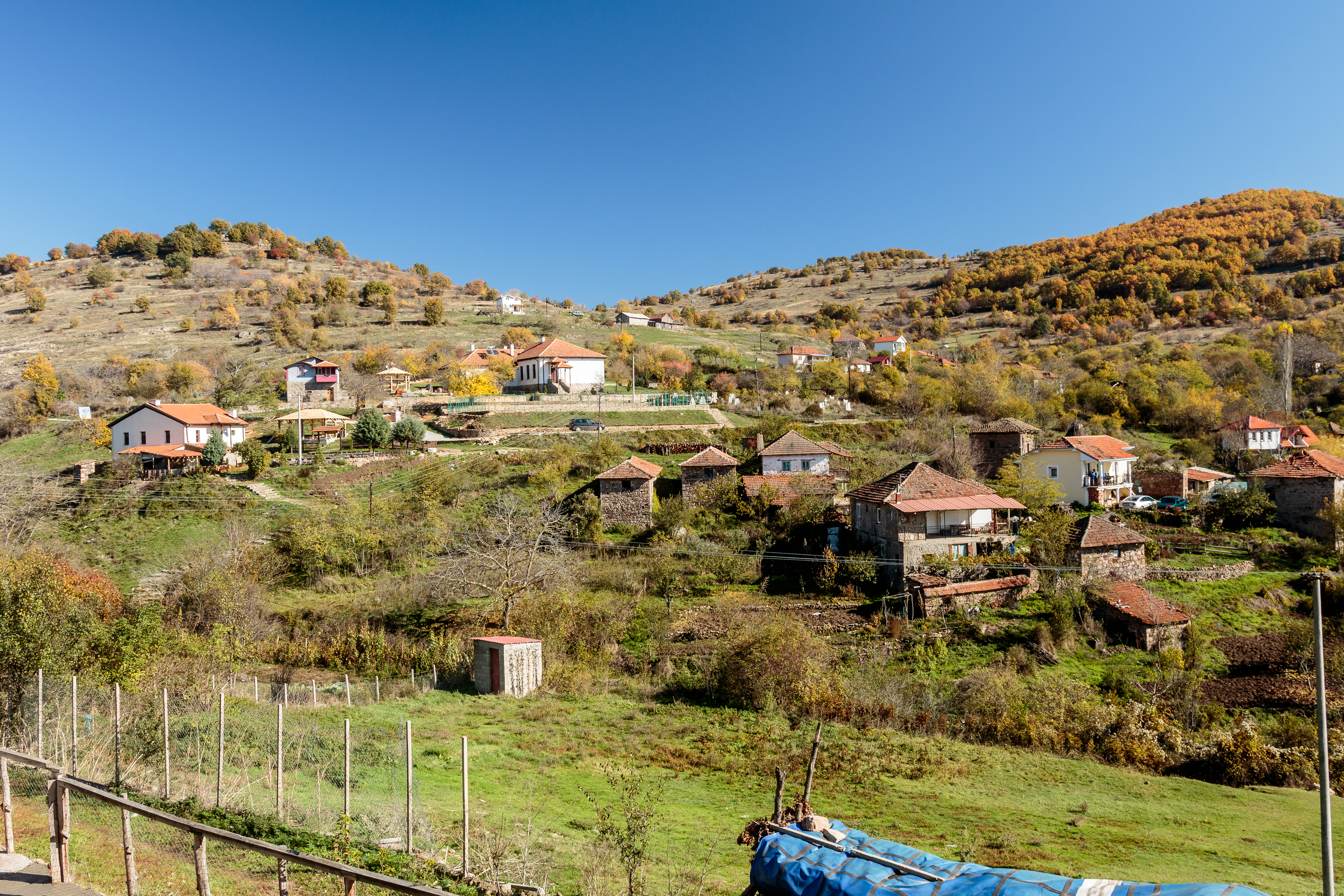
Лісново, село, на честь якого конус отримав свою назву, знаходиться у кратері останнього

Лесновський вулканічний конус (макед. Лесновска купа, Lesnovska kupa) — вулканічний конус у західній частині Осоговська Планини, між містом Пробиштип і селом Злетово. Він є одним з найкраще збережених конусів у вулканічному районі Кратово-Злетово та у всій Північній Македонії. Конус названий на честь села Лесново, яке розташоване в Лесновському кратері (Лесновски кратер, Lesnovski Krater) на його вершині. Село є єдиним поселенням у Північній Македонії, яке знаходиться у чітко добре збереженому стародавньому вулканічному кратері. Сербський географ Йован Цвіїч порівнював кратер Лесново з кратером Валле-дель-Бове на вулкані Етна. Зважаючи на унікальність та збереженість, кратер Лесново став природною пам’яткою та включений до списку геологічних об'єктів  Національного природоохоронного центру.

## Географія
Конус займає 12 км 2 і має діаметр 4 км. Він має круті схили та підіймається на 400 метрів над навколишньою місцевістю. Морфологічно особливо помітні південна та південно-східна сторони конуса. Зі сходу територія конуса пересікається долиною річки Злетовська, з заходу — долиною річки Добревська. Вершина конуса є добре збереженою кальдерою діаметром 1,5 км  та глибиною у середині до 150-200 м. Навколо кальдери кільцеподібно розташовані 7-8 конусоподібних пагорбів, або вулканічних піків. Це: Сморинець, Егуменички Врв, Варадінова (Дзанева) Чука, Нушева Чука, Света Троїца, Коларско, Свєті Атанас, Штрбі Камень, Малі Врв і Ілінскі Врв, а також пагорби Волуяк і Драч на півдні.  Найпомітнішим серед них є північна вершина під назвою Ілін Крст, яка, ймовірно, була головним вулканічним кратером звідки вивергалася найбільша кількість лави та вулканічних продуктів. На південній та східній стороні конуса є ще три вершини: Гуміцький Рід (1048 м), Нушева Чука або Горно Брдо (1025 м) і Света Троїца (1012 м). Через середину кратера в напрямку північний схід-південний захід протікає невелика річка Лєсновська, перетинаючи західну раму кратера. У місці перетину долини течія річки швидка, сформовані численні печерами. Більшість заглиблень і отворів у скелях не є природними, а, швидше за все, результатом видобутку твердої вулканічної породи для виготовлення жорен.

## Геоморфологія
Лесновська Купа є свідченням олігоценової вулканічної активності в цій частині Кратово-Злетовського вулканічного району. Під час свого активного періоду, приблизно 25-30 мільйонів років тому, конус був набагато вищим, і кратер виглядав інакше. Вулкан у цьому районі характеризувався сильними вибуховими виверженнями з подальшим викидом великої кількості попелу, газу та густої лави. Тому в цьому районі можна побачити значні шари туфу, прослідкувати потоки лави, а знайти вулканічні бомби. Тривала ерозія після закінчення активного вулканічного періоду спричинила опускання, зрізання та перевідкладання вулканогенного матеріалу,  але, незважаючи на минулі мільйони років, часнина їх відносно добре збереглася. Вулканічні породи в цьому районі, дацитові ігнімбрит, зазнали ерозії, в результаті чого в рельєфі утворюються численні дрібні денудаційні форми.

## Дивіться також
- Осогово